# یعقوب دانشدوست
یعقوب دانشدوست (۱۳۱۷ – ۷ بهمن ۱۴۰۰) معمار، مرمت‌گر بناها و محوطه‌های تاریخی، پژوهشگر، نویسنده، و کارشناس باغ ایرانی بود.

## زندگی‌نامه
یعقوب دانشدوست در سال ۱۳۱۷ در شهر تبریز زاده شد و از سه سالگی با خانواده‌اش در شهر مشهد ساکن شد. او تحصیلات دانشگاهی را در دانشگاه تهران با کارشناسی ارشد معماری و دکترای شهرسازی به پایان رساند. یعقوب دانشدوست با معماری سنتی ایران و باغ‌های ایرانی آشنا بود و کوشش می‌کرد با استفاده از آن ارزش‌ها یک «معماری مدرن ایرانی» پدیدآورد.

## مرمت بناها و سایت‌های تاریخی
در آغاز کار، دانشدوست بخش‌های مهمی از مجموعه گنج‌علی خان در کرمان و سپس تَرَک‌های گنبد طلای حرم امام رضا را مرمت نمود. سپس نظارت بر مرمت بناهای تاریخی استان خراسان را بر عهده گرفت که مرمت کلیه آثار تاریخی مهم استان خراسان از کوشش های اوست. از آن جمله مدرسه خرگرد، رباط شرف، مسجد گوهرشاد، مسجد شاه مشهد، مدرسه دو در، مدرسه پریزاد، مدرسه میرزا جعفر، مصلی پایین خیابان مشهد، گنبد سبز مشهد، کاخ خورشید کلات، مسجد کبود گنبد کلات، مزار شیخ احمد جام، مزار مولانا زین‌الدین ابوبکر تایبادی، میل اخنجان، مسجد ملک زوزن، مسجد جامع فردوس، مرمت آرامگاه عطار واحیای باغ آن، مسجد جامع نیشابور، قدمگاه، امامزاده محروق نیشابور، هارونیه، مقبره و منار ایاز، مزار خواجه ربیع، مقبره بابا لقمان سرخس، مسجد جامع گناباد، میل رادکان، منار خسروگرد سبزوار، مسجد جامع قاین هستند.
وی تا سال چهارم انقلاب اسلامی به عنوان رئیس دفتر فنی سازمان ملی حفاظت آثار باستانی دراستان خراسان مشغول کار بود و پس از آن همکاری با سازمان میراث فرهنگی و نظارت عالیه بر بناها را ادامه داد.
دانشدوست سال‌ها عضو ایکوموس بود و در کنگره‌های متعدد معماری و باغ سازی در ایران و خارج از کشور حضور فعال داشت.

## آثار معماری

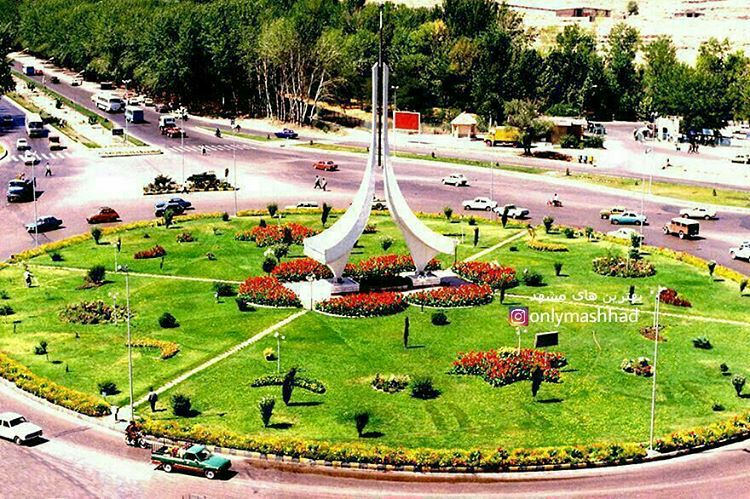
المان قدیم فلکه پارک مشهد (میدان آزادی) - طرح یعقوب دانشدوست، ساخت: ۱۳۴۶، مکان فعلی: میدان فرودگاه

یعقوب دانشدوست همراه با مرمت بناهای تاریخی، بناهای متعدد مدرن با کوشش برای این که سبک معماری مدرن ایرانی داشته باشند، طراحی و اجرا نموده‌است که مهم‌ترین آن‌ها بیمارستان آریا، بنای یادمان میدان آزادی (به سوی نور)، بنای یادمان میدان راه‌آهن (همیشه به سوی او)، بنای یادمان همای رحمت، بنای یادمان والفجر، تهیه نقشه‌های معماری و اجرایی خانه علم و کیهان نمای شهر مشهد هستند. وی همچنین بناهای مسکونی بسیاری در مشهد طراحی واجرا نموده‌است. طراحی و اجرای باغ آرامگاه فردوسی با طرح باغ ایرانی و آرامگاه کلنل محمدتقی پسیان در مجموعه آرامگاه نادر از دیگر کارهای اوست.

## نوشته‌ها
دانشدوست به کار پژوهش و نوشتن کتاب نیز مشغول بود که حاصل آن سه کتاب با نام کلی طبس شهری که بود با زیر عنوان‌های: باغ‌های طبس، بناهای تاریخی طبس (برگزیده بهترین کتاب معماری سال ۱۳۷۹)  و شهرسازی و معماری طبس و کتاب‌های ارزش‌های فرهنگی طوس و آرامگاه فردوسی و پیدایش باغ آسمانی ایران در سال ۱۳۹۴ (به فارسی و انگلیسی) می‌باشد. نوشتار فیلمی در مورد هنر کاشی‌کاری ایرانی (با سرمایه اداره اوقاف خراسان) از جمله کارهای دیگر اوست. مقالات بسیاری هم توسط ایشان نگارش شده‌است که از آن میان می‌توان به مجموعه مقالات «معماری ایرانی در سخن چهار نسل از معماران صاحب نظر» در مجله آبادی اشاره کرد.

## جوایز و تقدیرات
یعقوب دانشدوست در سال ۱۳۹۲ لوح و تندیس تقدیر از رئیس‌جمهور دریافت نمود.
او در ۲۵ اردیبهشت ۱۳۹۴ به خاطر کوشش‌های فرهنگی بسیار، مفتخر به دریافت لوح و نشان فردوسی از وزیر فرهنگ و ارشاد اسلامی شد.
در سال ۱۳۹۷ به عنوان یکی از چهره‌های ماندگار ایران، کاشی ماندگار دریافت کرد.
وی در خرداد سال ۱۴۰۲ نیز به عنوان یکی از چهره‌های برتر مفاخر ماندگار میراث فرهنگی تقدیر گشته و لوح تقدیر از وزیر میراث فرهنگی دریافت نمود.